# Casa de la Máscara
La Casa de la Máscara es un museo localizado en el puerto de Acapulco, que exhibe distintas máscaras de las siete regiones del estado de Guerrero, así como de Puebla, Michoacán y Morelos y también del mundo. Contó con más de mil piezas de dos tipos: las Decorativas y las de uso de los Danzantes. 
El museo se inauguró a fines de 1999 gracias a la cesión hecha por Blanca Villalba de Uruñuela y Sergio Suárez, promotora del proyecto, que poseían ricas colecciones privadas de máscaras referentes a la entidad.

## Ubicación
Se encuentra ubicado sobre el llamado Corredor Cultural (Avenida Hornitos) en una casa tradicional de la Colonia Centro y a tan solo un costado del Museo Histórico Fuerte de San Diego.

## Museo

### Máscaras
Entre las piezas más atractivas destacaban:

#### Tigres
Nahuas mixtecos de la región de la Montaña, donde se realizan danzas propiciatorias para la fertilidad de la tierra, pidiendo una buena temporada de lluvias. En varias luchas populares aparece este felino, como las de los Tecuanis y los Tlacoleros.

#### Diablos
Se exhibían de tipo cómicas y terroríficas.

#### Moros y Cristianos
Poseen rasgos estereotipados ejemplos del teatro misionero y del drama de la Conquista española.

### Salas

#### Sala dedicada a la Tercera Raíz
La mayoría de las piezas provenían de la Costa Chica de Guerrero, donde se encuentra uno de los asentamientos principales de negros en el país.

## Entrada y horario
El museo abren sus puertas de martes a domingo de 10.00 a 16.00. La entrada es gratuita.